# J. Christian B. Kirsch

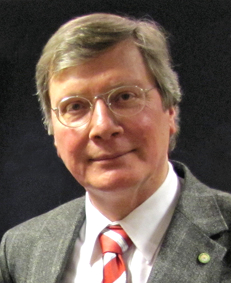
J. Christian B. Kirsch (2013)

Johann Christian Bernhard Kirsch, auch J. C. B. Kirsch (* 1943 in Altlandsberg), ist der Initiator und Gründer des International Delphic Council und seit 1994 dessen Generalsekretär.

## Leben

### Ausbildung und Beruf
Kirsch verbrachte seine Kindheit in Berlin und Hamburg. Er besuchte die Schule zunächst in Deutschland und später in Österreich. 1961 schloss er seine Ausbildung an der Kunstabteilung der Bundesgewerbeschule/Höheren Technischen Lehranstalt in Steyr ab. Eine erste Anstellung fand er als Graveur und Zeichner in einer Regensburger Zinngießerei. Nach dem Militärdienst bei der Luftwaffe der Bundeswehr begann Kirsch seine selbständige Tätigkeit als Grafiker und Werbeberater in Regensburg. Es folgten eine kaufmännische Qualifizierung und Anstellung bei der American Express Bank Inc. in Berlin und darauf die Tätigkeit als Verkaufsrepräsentant der Firma Hertz in Berlin und München. 1969 begann Kirsch in Regensburg seine selbständige Tätigkeit als Unternehmensberater, die 18 Jahre andauerte und während der er als Berater für internationale Klienten tätig war.

### Kunst und Kulturbeziehungen
Seit Ende der 1960er Jahre pflegte Kirsch Kontakte zu Kunstschaffenden und Interpreten, auch als deren Förderer und Berater. In den 1970er Jahren galt sein besonderes Interesse den Fragen der künstlerischen Aus- und Weiterbildung sowie der Künstlerförderung, woraus schließlich seine Überlegungen zu einem nachhaltigen Forum internationaler Wettbewerbe im Bereich der Künste resultierten. Entscheidende Impulse gab der Gedankenaustausch mit Hellmut Flashar, Dekan der Philologischen Fakultät der Ludwig-Maximilians-Universität München. Er regte Kirsch zur weiteren Beschäftigung mit den Delphischen Spielen der Antike, auch Pythische Spiele genannt, an.
In den 1980er Jahren unternahm Kirsch wiederholt Studienreisen innerhalb Europas und mehrfach nach Griechenland. Dabei traf er mit Persönlichkeiten zusammen, die Griechenland nahestehen, wie Sofia Königin von Spanien. Mehrere Monate lebte Kirsch in Delphi und ein Jahr in Athen. Er führte Gespräche mit Mikis Theodorakis, Melina Mercouri, dem griechischen Kulturminister Tzannis Tzannetakis sowie dem späteren Premierminister Griechenlands Andonis Samaras.
1989/90 unterstützte Kirsch Stavros Xarchakos in dessen Wahlkampf als designierter Kulturminister der Nea Dimokratia. Anschließend waren beide für „Sky Channel FM Stereo“ tätig, dem zu dieser Zeit größten privaten Rundfunksender Griechenlands. Gemeinsam erarbeiteten sie europäisch ausgerichtete Sendungen. Im Auftrag des Rundfunksenders interviewte Kirsch europäische Politiker innerhalb und außerhalb Griechenlands. Die in Griechenland gewonnenen Eindrücke und Erkenntnisse bestärkten Kirsch in der Idee, die Delphischen Spiele wiederzubeleben.
Seit den 1990er Jahren war seine Arbeit ganz auf die Gründung eines internationalen Gremiums gerichtet, das die weltweite Delphische Bewegung organisieren und leiten sollte. Kirsch konsultierte Yehudi Menuhin, Michail Gorbatschow, den indischen Philosophen, Schriftsteller und Politiker Karan Singh, den Direktor des Europäischen Kulturzentrums Delphi (ECCD) Evangelos Arabatzis sowie den UNESCO-Generaldirektor Federico Mayor Zaragoza.

### Gründung des International Delphic Council und Vorbereitung des Ersten Delphischen Kongresses

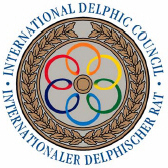
Wappen des IDC

Am 15. Dezember 1994 fand auf Einladung von J. C. B. Kirsch die Gründungsversammlung des International Delphic Council (IDC) in Berlin statt. Vom 11. bis 15. Dezember tagten die 77 Gründungsmitglieder aus 20 Nationen von fünf Kontinenten im Berliner Schloss Schönhausen. Unter Vorsitz von Kirsch berieten sie über die Statuten und formulierten darin als wichtigste Ziele die Förderung zeitgenössischer Kunst, die Bewahrung des kulturellen Erbes sowie die Stärkung des friedlichen Dialogs der Kulturen und der Freundschaft unter den Völkern durch die Wiedereinführung Delphischer Spiele.
Die Gründungsversammlung des IDC wählte Kirsch in das Amt des Generalsekretärs, das er bis heute ausübt. Zu seinen Hauptaufgaben gehören die Geschäftsführung der gemeinnützigen Organisation, die Umsetzung der Beschlüsse des IDC, die Planung und Organisierung Delphischer Kongresse und die Aufsicht über Bewerbungen für die Gastgeberschaft Delphischer Spiele sowie deren Vergabe und Durchführung.
Als Symbol der Internationalen Delphischen Bewegung und Delphischer Spiele der Neuzeit verabschiedeten die Gründungsmitglieder einen Entwurf von Kirsch, bestehend aus sechs farbigen, kreisförmig angeordneten, miteinander als endloses Band verbundenen Halbkreisen auf weißem Grund. Sie symbolisieren die Verbundenheit der sechs Delphischen Kunstkategorien (1) Musikalische Künste, (2) Darstellende Künste, (3) Sprachliche Künste, (4) Visuelle Künste, (5) Soziale Künste sowie (6) Ökologische Künste und Architektur. Darauf aufbauend, entwickelte Kirsch das Logo und in Zusammenarbeit mit Pro Heraldica das Wappen des International Delphic Council.
Am 1. Dezember 1995 hielt Kirsch auf einer Sondersitzung der Moskauer Duma – er war der erste Ausländer, der vor diesem Gremium sprechen durfte – einen Vortrag zum Thema „Die Delphischen Spiele – das Zusammenwirken von Kultur und Wirtschaft“. Im September 1995 war Wladimir Jakowlew, stellvertretender Bürgermeister für Kultur von Sankt Petersburg, Gast des IDC in Berlin und überreichte Kirsch die offizielle Einladung der Stadt Sankt Petersburg zur Ausrichtung des Ersten Delphischen Kongresses. Am 25. März 1996 eröffnete Kirsch in Sankt Petersburg den Ersten Delphischen Kongress. Die Tagung stand unter der persönlichen Schirmherrschaft von Anatoli Sobtschak, Regierender Bürgermeister von Sankt Petersburg, Daniel Tarschys, Generalsekretär des Europarates und Federico Mayor Zaragoza, Generaldirektor der UNESCO.

### Höhepunkte der Tätigkeit als Generalsekretär des IDC

JCB Kirsch beim Delphischen Fest – der großen Abschluss-Show der ITB Berlin 2014

Ein Jahr nach dem Ersten Delphischen Kongress fanden 1997 die I. Delphischen Jugendspiele in Georgien statt und im Jahr 2000 die I. Delphischen Spiele in Russland. Beide Spiele markierten den Beginn der Chronologie Delphischer Spiele der Neuzeit, die als Delphische Spiele und Delphische Jugendspiele jeweils alle vier Jahre stattfinden, zwei Jahre versetzt zueinander, weltweit an unterschiedlichen Orten.
2003 wurde Kirsch für sein Engagement von der Stadt-Duma Moskau durch ihren Vorsitzenden Wladimir Platonow und auch von der Stadt Sankt Petersburg ausgezeichnet. Im gleichen Jahr fanden die II. Delphischen Jugendspiele in Deutschland statt. Ein Jahr später, 2004, wurde Nelson Mandela Delphic Youth Ambassador. Es folgten Kooperationen mit nationalen und regionalen Organisationskomitees bei der Durchführung der II. Delphischen Spiele 2005, Malaysia; der III. Delphischen Jugendspiele 2007, Philippinen; der III. Delphischen Spiele 2009, Südkorea; der IV. Delphischen Jugendspiele 2011, Südafrika.
Neben den Delphischen Spielen, Kongressen und Tagungen engagierte sich Kirsch auch für die Vernetzung mit internationalen Organisationen, Verbänden und tangierenden Wirtschaftssektoren. So entstand 2005 die Kooperation mit der ITB Berlin, der weltweit größten Fachmesse für Tourismus. Seit 2010 organisiert das IDC „Das Delphische Fest – Die Große Abschluss-Show der ITB“.
2013 fand in Athen und Delphi das Delphic Games Summit statt, vom 23. bis 28. September. Zum Auftakt empfing der griechische Kulturminister Panos Panagiotopoulos die Präsidentin des IDC, Divina Bautista, Generalsekretär Kirsch und weitere Repräsentanten des IDC und nationaler Delphischer Räte im Akropolismuseum in Athen. Auf Initiative von Kirsch wurde 2014 Spyros Mercouris, Kulturschaffender und -manager sowie Mitglied der Melina Mercouri Foundation, Ehrenpräsident des International Delphic Council.
Zurzeit widmet J. C. B. Kirsch einen großen Teil seines Engagements der Einführung Delphischer Spiele auf kontinentaler Ebene. So möchte er mit einer Europäischen Delphiade der Vision eines vereinten Europas neue Impulse verleihen.